# The Hood
The Hood – fikcyjny superprzestępca stworzony przez wydawnictwo Marvel Comics. Naprawdę nazywa się Parker Robbins. Jego twórcami są Brian K. Vaughn, oraz rysownicy Kyle Hotz i Eric Powell.

## Historia
Parker Robbins był przestępcą i oszustem, opiekującym się chorą psychicznie matką, cieżarną dziewczyna i kuzynem – alkoholikiem, który w czasie jednego z włamań natknął się na demona N'Shanti. Zastrzelił go i ukradł mu płaszcz oraz buty. Jak szybko odkrył, obie te rzeczy są magiczne – buty pozwalają właścicielowi latać, a płaszcz pozwala stać się niewidzialnym. Wykorzystując nowe moce w swojej przestępczej karierze, Parker postanowił przejąć tytuł Kingpina, w tym celu formując własny gang superprzestępców i rozpoczynając bezwzględną walkę o władzę nad przestępczym półświatkiem, w czasie której kilkakrotnie starł się z New Avengers zyskując uznanie fanów pokonaniem Wolverine'a w bezpośrednim starciu i sprawieniem, że Doctor Strange utracił tytuł Sorcerer Supereme. Gdy Norman Osborn został nowym szefem S.H.I.E.L.D., w tajemnicy sformował Cabal – tajne stowarzyszenie najbardziej wpływowych superprzestępców, wśród których znalazł się Hood. W ramach umowy z Osbornem Robbins i jego ludzie wykonują dla niego brudna robotę, a on przymyka oko na ich kryminalną działalność. Hood szybko odkrył, że jego moce są o wiele potężniejsze, a ich źródłem jest starożytny demon Dormammu. Nie mogąc przeniknąć ze swojego wymiaru na Ziemię osobiście, demon zmusił Parkera do ubiegania się o miano nowego Sorcerer Supreme, oraz do zdobycia wirusa zombie. Hood wszedł w romantyczna relację z dawną przeciwniczką Iron Mana – Madame Masque.

## Zdolności
Źródłem mocy Hooda jest demon Dormammu, który przekazuje mu je poprzez płaszcz. Z początku Parker mógł tylko latać i stawać się niewidzialnym poprzez wstrzymywanie oddechu, ale szybko zaczął wykazywać inne moce, jak miotanie energii z dłoni, zdolność zmiany w demona, rozpoznawanie zmiennokształtnych, czy możliwość przywołania Dormammu. Jego pełny potencjał jest nieznany.